# ضفيرة وريدية
الضفيرة الوريدية (بالإنجليزية: Venous plexus)‏ هي تجمعٌ لعددٍ من الأوردة.
قائمة غير مكتملة بالضفائر الوريدية:
- ضفيرة قاعدية
- ضفيرة باتسون الوريدية [الإنجليزية]
- ضفائر وريدية فقرية غائرة [الإنجليزية]
- ضفيرة جناحية
- الضفيرة تحت المخاطية للأنف
- ضفيرة وريدية رحمية
- ضفيرة وريدية مهبلية
- ضفيرة وريدية للنفق تحت اللساني [الإنجليزية]
- ضفيرة وريدية مثانية
- ضفيرة وريدية أخمصية
- ضفيرة وريدية محلاقية
- ضفيرة وريدية بروستاتية
- ضفيرة وريدية مستقيمية